# Carl Steen Andersen Bille
Carl Steen Andersen Bille (født 1. juli 1828 i Nykøbing Sjælland, død 11. november 1898 i Holbæk) var en dansk journalist, politiker og embedsmand.

## Ungdomsår
Bille, der hørte til den gren af slægten Bille, som nedstammer fra Steen Andersen Bille (død 1698), var søn af toldkontrollør Holger Adolph Bille og Karen Dorothea Frederikke f. Meisler og fødtes 1. juli 1828 i Nykøbing Sjælland. Sin undervisning modtog han på Sorø Akademi, hvor der dengang levedes et ejendommeligt liv, som har præget mange der fra udgåede mænd, og af hvilket man vil finde en lige så interessant som underholdende skildring i den anonymt udgivne bog Skoledrenge, af en af dem (1886), der netop omhandler den periode, og hvis stil let lader gætte på forfatteren. Den varme kærlighed til Sorø Akademi var usvækket hos Bille, der mange gange senere lagde den for dagen, bl.a. også som medlem af den kommission, der i 1866 nedsattes for at udarbejde forslag til anvendelse af Akademiets rige midler på en med stifternes hensigt stemmende måde, navnlig også til en normal folkehøjskole.
Han blev student 1846 og valgte det juridiske studium. Billes livlige natur blev stærkt revet med af krigsårenes begivenheder, og et sommerbesøg i Paris 1848 under Februarrevolutionen skærpede yderligere hans interesse og blik for tidens rørelser. Da bogtrykker S.B. Salomon, som under krigen havde udgivet et meget udbredt skillingsblad Nyeste Postefterretninger, 1851 ønskede at udgive et dagblad som en slags fortsættelse heraf, søgte han journalistisk assistance og fandt den, på den senere bankdirektør Martin Levys anbefaling, hovedsagelig hos den unge juridiske student Bille. Bladet kom til at hedde Middagsposten, og Bille blev 1. juli 1851 dets anonyme redaktør. 24. november samme år afløstes det af Dagbladet, som Bille ved nytår 1853 selv blev ejer af. Jævnsides med sin redaktørvirksomhed fortsatte han sine eksamensstudier og blev 1853 cand.jur.

## En magtfuld politisk avis
Det varede ikke længe, inden Dagbladet blev en magtfaktor i dansk politik. Det var livligere og mere aktuelt end noget andet dansk blad på den tid og har på forskellige områder vundet ny jord ind for journalistikken i Danmark. Således fik det megen betydning for udviklingen af Københavns kommunale forhold, idet det optog adskillige herhenhørende emner til selvstændig og livlig behandling og gav stødet til betydningsfulde kommunale reformer, bl.a. inden for politi og brandvæsen. På sine gentagne rejser til England, betalt af Den Reiersenske Fond, satte Bille sig med forkærlighed ind i den art forhold, og hans praktiske sans og hurtige hoved gjorde, at det blev noget andet og mere end flygtige journalistindtryk, han bragte hjem med sig. Det studium af engelske presseforhold, han der fik lejlighed til at foretage på nært hold, fik stor indflydelse på hans ledelse af Dagbladet og på udviklingen af den danske journalistik overhovedet. Så vidt de mindre forhold tillod det, søgte Bille at overføre det engelske system på det af ham redigerede blad, og publikum påskønnede det ved i stadig stigende omfang at slutte sig til det. Det blev, sammen med Fædrelandet, et ledende politisk organ og var særlig embedsstandens og bourgeoisiets blad
I politik var han helt og holdent det nationalliberale partis mand og i det hele en endnu mere typisk repræsentant for dets ledende kredses tænkemåde og fornemmelser end selve dets journalistiske førstemand, Carl Ploug. Han sloges med så godt humør og så hvasse våben som nogen mod de Bluhme'ske og Ørsted'ske ministerier; men hans egentlige specialitet var dog kampen mod Bondevennerne, som han førte med en overordentlig polemisk dygtighed, parret med en høj grad af hensynsløshed. Især forstod han at få latteren på sin side ved sine skildringer af bondevenlige partiinteriører. I disse halvt novellistiske artikler gav han sit polemiske lune de frieste tøjler og sparede ikke på kraftige farver. Det var hovedsagelig gennem dem, byernes overklasse og mellemstand fik deres forestillinger om bondepartiet fæstnede, og disse forestillinger avlede en uvilje og foragt, som, overført på andre personer og forhold, havde efterdønninger af fordomme, også efter Billes død.
Efter det Ørsted'ske ministeriums fald blev Dagbladet i en trofast støtte for de
ministerier af i begyndelsen svagere, senere stedse mere udpræget nationalliberal farve, som fra december 1854 så godt som uden afbrydelse afløste hinanden helt ned til katastrofen 1864. Især var bladet nøje knyttet til den mand, der mere og mere blev sjælen i disse ministerier, C.C. Hall, og i reglen forsvarede eller undskyldte det hans politik, selv hvor den forekom Fædrelandet og den mere yderliggående fløj af det nationalliberale parti uklar og vaklende. Med hensyn til eksperimentet med »den konstitutionelle helstat«, nølepolitikken over for Tyskland og det i 1850'erne relativt køligere forhold til skandinavismen støttede Dagbladet således det nationalliberale regeringsparti over for Fædrelandet. Under disse kampe steg bladets indflydelse og udbredelse bestandig, og det blev, journalistisk set, ubetinget, og, politisk set, i alt fald til tider landets ledende blad. Naturligvis opnåedes denne position ikke alene ved journalistisk kvikhed og polemisk færdighed, men ikke mindre ved den kundskabsfylde og beundringsværdige evne til i en klar og let tilegnelig form at behandle selv meget komplicerede og »tørre« emner, som Bille sad inde med.
Samtidig søgte Bille i årene før 1864 at oplyse udlandet om danske forhold ved en ugentlig fransk revue i sit blad, og efter krigen fortsatte han denne bestræbelse ved en gennem længere tid fortsat udgivelse af 2 autograferede franske og tyske ugeblade, Correspondance Scandinave og Correspondenz vom Sunde, beregnede henholdsvis på de romanske og de tyskslaviske landes presse og diplomati
At han under det daglige journalistiske arbejde ikke havde megen tid til overs til anden
litterær virksomhed, er en selvfølge. Hans første engelske rejse satte dog frugt i nogle meget interessante Skitser fra England (1856 og 1857) og et par trykte foredrag om Engelske Trykkerier og engelske Blade; og efter at han i 1862 havde besøgt verdensudstillingen i London, udgav han som bog de skildringer derfra, der havde været bragt i Dagbladet.

## Politisk virke
14. juni 1861 valgtes Bille første gang til folketingsmand for Københavns 5. Valgkreds, som han siden uafbrudt repræsenterede, indtil han frivillig trådte tilbage fra det politiske liv. Han viste sig i Rigsdagen i besiddelse af et stort talertalent og var i debatten en kraft af uvurderlig betydning for sit parti, men nogen egentlig ledende stilling opnåede han dog ikke. Også som rigsdagsmand var kampen mod Bondevennerne hans hovedforce; men ved siden heraf gav han jævnlig beviser på, at han også magtede den mere saglige og positive side af rigsdagsvirksomheden. 29. februar 1872 fratrådte han redaktionen af Dagbladet, hvor Vilhelm Topsøe efterfulgte ham som redaktør, og solgte dette til et konsortium, hvorefter han som direktør overtog ledelsen af det nystiftede Kjøbenhavnske Byggeselskab. Samme år valgtes han for første gang til borgerrepræsentant i København. Mens Bille fra nu af ophørte til stadighed at virke i den danske presse, blev han i 1872 fast korrespondent for The Times (som sådan bivånede han i 1873 kong Oscar II's kroning i Stockholm) og vedblev at være det, indtil han vægrede sig ved at rejse for bladet til Island ved Tusindårsfesten 1874.
Som den første direktør for Det kjøbenhavnske Byggeselskab fra november 1872 var han ansvarlig for de store byggeprojekter, som C.F. Tietgen var den skjulte hånd bag: Saneringen af Peder Madsens Gang og byggeriet af nye ejendomme omkring Hovedvagtsgade, fornyelsen af Hotel d'Angleterre samt anlæggelsen af Søtorvet.
1876 nedlagde han sin direktørpost og levede nu nogle år på rejser eller beskæftiget med politik og litterære arbejder. Han rejste kort efter til Italien, hvor han – med 3 måneders afbrydelse under den bevægede Rigsdagssession 1876-77, der endte med udstedelsen af den første provisoriske finanslov – blev til sommeren 1877. Efter sin hjemkomst skrev han i 1877-78 sit værk: Erindringer fra Rejser i Italien (2 bind).
Under denne periode var det, han 1878 på Det Kongelige Danske Landhusholdningsselskabs opfordring rejste til England for gennem pressen og ledende personer, med hvem han havde opnået forbindelse, at modvirke de bestræbelser, som da gjordes for at hæmme eller endog helt hindre udførslen af levende kvæg fra Danmark til Storbritannien. Hans energiske og dygtige arbejde i denne sag kronedes med held, og han bidrog væsentlig til at opnå den gunstige stilling for kreatureksporten, som Danmark en række år bibeholdt. Ved hjælp af sine forbindelser med den engelske presse, navnlig The Times og Daily News, og støttet især af W.E. Forster og William St James Wheelhouse, parlamentsmedlem for Leeds, lykkedes det ham at skaffe de skandinaviske lande og landene på den pyrenæiske halvø, der vare situerede ligesom de, den attråede særstilling. Denne væsentlige tjeneste anerkendtes af Landhusholdningsselskabet derved, at han var den første, der i marts 1879 (i henhold til en på generalforsamlingen 18. december 1878 tagen beslutning) fik den Collinske Medaille "som et Udtryk for dets (Selskabets) Agtelse og fulde Anerkjendelse af den værdifulde Støtte, De har ydet det danske Agerbrug ved gjennem Deres utrættelige Virksomhed i den engelske Presse og blandt de ledende Mænd i Storbritannien at have bidraget til, at den engelske Regerings Lovforslag vedrørende Indførselen til Storbritannien af fremmed Kvæg underkastedes saa gjennemgribende Ændringer, at Lovforslagets oprindelige, for vor vigtige Kvægexport saa højst mislige Bestemmelser derved bleve fjærnede, og det Slag, der truede med at ramme en af vort Agerbrugs Grundpiller, derved blev afvendt". Den officielle anerkendelse fra regeringerne kom først noget senere, idet Bille i 1880 dekoreredes med forskellige ridderordener.

## Senere hverv
I 1880 udnævntes Bille til chargé d'affaires og generalkonsul i Washington D.C. og virkede fire år igennem i denne stilling med vanlig energi og evne til hurtig og let at sætte sig ind i forholdene. Inden afrejsen i september havde han taget afsked med sine vælgere i 5. kreds ved et møde i Casinos store sal. Han sluttede sin tale med "paa Gjensyn", men vendte imidlertid ikke tilbage til politik. 1881 forfremmedes han til ministerresident, men 1884 søgte og fik han sin afsked og udnævntes samtidig til kammerherre.
Atter hengik et par år med publicistisk virksomhed, men da Overpræsidiet blev ledigt i København, var det et almindeligt skøn, at han med sin indsigt i kommunale forhold i almindelighed og sin tidligere virksomhed i Københavns Borgerrepræsentation ville have været særlig skikket til at beklæde denne post. Til den udnævntes imidlertid en anden dygtig embedsmand, amtmanden i Holbæk, kammerherre C.L.A. Benzon, og Bille afløste da ham, i det han 6. marts 1886 udnævntes til amtmand over Holbæk Amt. Han døde i denne stilling 11. november 1898 og er begravet på Sankt Nicolai Kirkegård i Holbæk.
Bille ægtede 8. juni 1859 Louise Ipsen, datter af Georg Ipsen til Friisholt i Jylland og Fanny f. Rée, og blev i et lykkeligt ægteskab fader til 3 børn, en datter og to sønner. Han har i bogform udgivet de nævnte rejseskildringer fra England og fra Italien samt det store værk Tyve års Journalistik (1873-77), i hvilket han har samlet sine vigtigste dagbladsartikler. Han har også bidraget med politikerbiografier til Dansk biografisk Lexikon, der dog er meget farvede af hans politiske standpunkt.